# سیارک ۱۵۸۰۹۲
سیارک ۱۵۸۰۹۲ (به انگلیسی: 158092 Frasercain، نامگذاری:2000WM68) صد و پنجاه و هشت هزار و نود و دومین سیارک کشف شده‌است که در ۲۸ نوامبر ۲۰۰۰ کشف شد.